# Sei Nazioni femminile 2003
Il Sei Nazioni 2003 fu l'ottava edizione assoluta del torneo rugbistico femminile del Sei Nazioni.
Il torneo fu vinto dall'Inghilterra, che realizzò il Grande Slam, mentre la Spagna, sconfitta in tutti gli incontri, andò incontro al Whitewash.

## Calendario

### 1ª giornata
| Londra 15 febbraio 2003 | Inghilterra | 57 – 0 | Francia | Twickenham |

| Cardiff 15 febbraio 2003 | Galles | 44 – 0 | Spagna | Arms Park |

| Galashiels 16 febbraio 2003 | Scozia | 25 – 0 | Irlanda |  |

### 2ª giornata
| Cardiff 21 febbraio 2003 | Galles | 7 – 69 | Inghilterra | Arms Park |

| Évreux 22 febbraio 2003 | Francia | 14 – 19 | Scozia |  |

| Madrid 22 febbraio 2003 | Spagna | 0 – 16 | Irlanda |  |

### 3ª giornata
| Limerick 9 marzo 2003 | Irlanda | 0 – 20 | Francia | Thormond Park |

| Londra 9 marzo 2003 | Inghilterra | 69 – 0 | Spagna | The Stoop |

| Edimburgo 9 marzo 2003 | Scozia | 9 – 8 | Galles | Meadowbank Stadium |

### 4ª giornata
| Cardiff 21 marzo 2003 | Galles | 17 – 0 | Irlanda | Arms Park |

| Girona 22 marzo 2003 | Spagna | 7 – 27 | Francia |  |

| Londra 22 marzo 2003 | Inghilterra | 17 – 0 | Scozia | The Stoop |

### 5ª giornata
| Limerick 28 marzo 2003 | Irlanda | 3 – 46 | Inghilterra | Thomond Park |

| Parigi 28 marzo 2003 | Francia | 34 – 7 | Galles |  |

| Edimburgo 29 marzo 2003 | Scozia | 48 – 7 | Spagna | Meadowbank Stadium |

## Classifica
| Pos | Squadra     | G | V | N | P | PF  | PS  | DP   | Pt |
| --- | ----------- | - | - | - | - | --- | --- | ---- | -- |
| 1   | Inghilterra | 5 | 5 | 0 | 0 | 264 | 7   | +257 | 10 |
| 2   | Scozia      | 5 | 4 | 0 | 1 | 101 | 60  | +41  | 8  |
| 3   | Francia     | 5 | 3 | 0 | 2 | 95  | 90  | +5   | 6  |
| 4   | Galles      | 5 | 2 | 0 | 3 | 83  | 104 | −21  | 4  |
| 5   | Irlanda     | 5 | 1 | 0 | 4 | 19  | 108 | −89  | 2  |
| 6   | Spagna      | 5 | 0 | 0 | 5 | 14  | 204 | −190 | 0  |